# Solarpark Eggebek
Der Solarpark Eggebek ist eine Photovoltaik-Freiflächenanlage in Schleswig-Holstein, die in den Jahren 2011 auf dem Gelände des Fliegerhorstes Eggebek nahe Eggebek errichtet wurde. Sie war bei Inbetriebnahme im August 2011 einer der größten Solarparks Deutschlands. 
Die Anlage entstand auf einer zuvor militärisch genutzten Konversionsfläche von 160 ha, wovon ca. 130 ha. mit Modulen bebaut wurden. Gegliedert ist sie in drei Teilflächen mit einer Gesamtleistung von zusammen 83,6 MWp. Zum Einsatz kamen ca. 360.000 Module von Trina Solar. 
Der Solarpark ist im Besitz verschiedener Eigentümer. 2013 erwarb Mainova eine Teilfläche mit einer Leistung von 23,4 MWp, deren jährliches Regelarbeitsvermögen bei rund 22 Mio. kWh liegt.